# 3701 Purkyně
3701 Purkyně eller 1985 DW är en asteroid i huvudbältet som upptäcktes den 20 februari 1985 av den tjeckiske astronomen Antonín Mrkos vid Kleť-observatoriet i Tjeckien. Den är uppkallad efter den tjeckiske anatom och fysiologen, Jan Evangelista Purkyně.
Asteroiden har en diameter på ungefär 9 kilometer och den tillhör asteroidgruppen Agnia.